# Charlotte Dundas
Die Charlotte Dundas gilt als erstes brauchbares Dampfboot in Europa. Sie wurde 1801 von dem schottischen Dampfmaschinenbauer William Symington erbaut, der von dem Großgrundbesitzer Thomas Dundas, 1. Baron Dundas, einem Direktor des Forth and Clyde Canal, angestellt wurde. Für 7000 Pfund baute Symington die Charlotte Dundas, die als Pferdeersatz zum Schleppen der Kanalboote dienen sollte. Für den Antrieb sorgte eine Wattsche Dampfmaschine. Kolben übertrugen die Bewegung über Lenkstange und Kurbel direkt auf die Radwelle. Die Maschine konnte 10 PS erzeugen. 
Die Jungfernfahrt fand am 4. Januar 1803 statt. Im März desselben Jahres konnte das Boot seine Eignung als Schlepper unter Beweis stellen. Das 17 Meter lange und 5,50 Meter breite Schiff konnte zwei Kähne mit jeweils 70 Tonnen gegen starken Wind in sechs Stunden über eine Entfernung von 31,4 km durch den Kanal schleppen. Die Kanaleigentümer fürchteten jedoch, dass die durch das Schaufelrad des Schleppers erzeugten Wellen das Ufer beschädigen könnten, daher wurde das Schiff nach einiger Zeit stillgelegt.
Ein Modell der Charlotte Dundas, das vom ältesten Sohn des Erbauers, Andrew Symington, 1852 gebaut wurde, ist erhalten geblieben. Das 76,2 cm lange Schiffsmodell befindet sich heute im Museum Victoria Australia in Melbourne. Dort existiert auch noch eine Längsschnittzeichnung des Fahrzeugs, gezeichnet von einem weiteren Sohn, William Symington.